# Rafa & Pipo Marques
Rafa & Pipo Marques (anteriormente conhecida como Oito7Nove4) é uma dupla brasileira formada em 2011 por Rafael Marques (Rafa) (Salvador, 27 de setembro de 1987) e Filipe Marques (Pipo) (Salvador, 25 de janeiro de 1994), filhos do cantor Bell Marques.

## Carreira
A dupla foi lançada oficialmente em 7 de janeiro de 2011, quando anunciaram a participação no Festival de Verão de Salvador e o lançamento da música "Minha Vida". Na época a dupla tinha como nome Oito7Nove4, em referência ao ano de nascimento dos irmãos, 1987 e 1994. No Carnaval de Salvador de 2011, Rafa e Pipo lançaram seu bloco, Banana Coral, que desfilava na sexta e no sábado no circuito Barra Ondina. Em 2011, os irmãos participaram de campanhas publicitárias, como as de Dia das Mães e de Dia dos Pais do Shopping Iguatemi Salvador. Rafa e Pipo doaram integralmente o cachê para a Creche/Escola Nossa Senhora das Graças, que fica no bairro da Saramandaia, na capital baiana.
Em 2012, a banda completou um ano em atividade e lançou o seu primeiro CD e dois clipes oficiais. Porém, um momento especial da banda foi no Encontro de Trios com o pai Bell Marques, ex-líder da banda Chiclete com Banana. Em 2016, visando facilitar o entendimento, mudaram o nome da dupla para Rafa & Pipo Marques. A dupla gravou seu primeiro DVD, Beira Mar, no dia 29 de novembro de 2016, em Salvador, com as participações especiais de Jorge & Mateus, Wesley Safadão e do pai Bell Marques. A música "Tô de Boaça", gravada com Wesley Safadão, foi o hit do Carnaval mais procurado no YouTube no início de 2017, com mais 14 milhões de visualizações, e rendeu à dupla o Prêmio YouTube Carnaval 2017. Em 13 de abril do mesmo ano, lançaram a música "Se o Passarinho Voou", com a participação especial de Jorge & Mateus. Em novembro de 2018, os irmãos participaram do programa SóTocaTop, da Rede Globo, como os artistas de axé mais ouvidos do Brasil, cantando a música "Não Insista".

## Banda
- Danilo Budega - teclado
- Everaldo Morais - baixo
- Cravo - trompete
- Otávio Vasconcellos - saxofone
- Roque Claúdio Santos - trombone
- Maurício Barbosa - percussão
- Dinho Lima - percussão
- Marcelo dos Santos - backing vocals

## Discografia

### Álbuns de estúdio
| Álbum                     | Detalhes                                                                                     |
| ------------------------- | -------------------------------------------------------------------------------------------- |
| Oito7Nove4                | - Lançamento: 20 de janeiro de 2012 - Formatos: CD - Gravadora: Núcleo 55                    |
| Se Você Fosse um Peixinho | - Lançamento: 17 de junho de 2015 - Formatos: CD - Gravadora: Núcleo 55                      |
| R.P1                      | - Lançamento: 16 de dezembro de 2016 - Formatos: CD, download digital - Gravadora: Núcleo 55 |

### Álbuns ao vivo
| Álbum          | Detalhes                                                                                     |
| -------------- | -------------------------------------------------------------------------------------------- |
| Beira Mar      | - Lançamento: 13 de abril de 2017 - Formatos: CD, download digital - Gravadora: Núcleo 55    |
| Axé em Samba   | - Lançamento: 5 de fevereiro de 2021 - Formatos: CD, download digital - Gravadora: Núcleo 55 |
| Axé em Samba 2 | - Lançamento: 22 de julho de 2022 - Formatos: CD, download digital - Gravadora: Núcleo 55    |

### Singles
Como artista principal
| Título                                                | Ano  | Álbum                         |
| ----------------------------------------------------- | ---- | ----------------------------- |
| "Minha Vida"                                          | 2011 | Oito7Nove4                    |
| "Não Me Deixa"                                        | 2011 | Oito7Nove4                    |
| "Se Não Puder Voar"                                   | 2012 | Oito7Nove4                    |
| "Tá a fim de Namorar"                                 | 2012 | Oito7Nove4                    |
| "Acabou na Lama"                                      | 2013 | Não adicionado à nenhum álbum |
| "Pedida Perfeita"                                     | 2014 | Se Você Fosse um Peixinho     |
| "Dererê"                                              | 2014 | Se Você Fosse um Peixinho     |
| "Se Você Fosse Um Peixinho"                           | 2015 | Se Você Fosse um Peixinho     |
| "Quando Você Me Procurar" (part. Wesley Safadão)      | 2015 | Não adicionado à nenhum álbum |
| "Eu Quero Você"                                       | 2016 | R.P1                          |
| "Se o Passarinho Voou" (solo ou part. Jorge & Mateus) | 2016 | R.P1                          |
| "Bumbum Balança"                                      | 2016 | R.P1                          |
| "Tô de Boaça" (part. Wesley Safadão)                  | 2017 | Beira-Mar                     |
| "Virando Copinho"                                     | 2017 | Beira-Mar                     |
| "Cinco Segundos" (part. Bell Marques)                 | 2017 | Beira-Mar                     |
| "Sarrando" (part. Léo Santana)                        | 2017 | Não adicionado à nenhum álbum |
| "Não Insista"                                         | 2018 | Não adicionado à nenhum álbum |
| "Que Saudade de Você Bebê" (part. Xand Avião)         | 2018 | Não adicionado à nenhum álbum |
| "Eu Vou te Dar um Beijo"                              | 2019 | Não adicionado à nenhum álbum |
| "Pimenta Malagueta"                                   | 2019 | Não adicionado à nenhum álbum |
| "Bora pro Motel"                                      | 2022 | Não adicionado à nenhum álbum |

Como artista convidado
| Título                                                        | Ano  | Álbum          |
| ------------------------------------------------------------- | ---- | -------------- |
| "Cê Quer Fazer Amor" (Bell Marques part. Rafa & Pipo Marques) | 2016 | Fenix: Ao Vivo |